# Mythozoum ustulatum
Mythozoum ustulatum là một loài bọ cánh cứng trong họ Cerambycidae.